# Strada statale 160 di Lucera
La ex strada statale 160 di Lucera (SS 160), ora strada provinciale 109 di Lucera (SP 109), è una strada provinciale italiana il cui percorso si snoda nel Tavoliere delle Puglie.

## Storia
La strada statale 160 venne istituita nel 1953 con il seguente percorso: "Innesto con la SS 16 a San Severo - Lucera - Bivio per Troia - Innesto con la SS 90 a Giardinetto di Orsara."

## Percorso
La strada ha inizio a San Severo da dove esce in direzione sud, incrociando la strada statale 16 Adriatica. La prima parte del percorso è estremamente lineare, con il tracciato che attraversa il territorio esclusivamente dedito alle coltivazioni, fino a giungere in vista dell'abitato di Lucera. Poco prima di iniziare la serie di tornanti che permettono di superare il dislivello altimetrico tra la pianura e la città, si ha il bivio con la strada statale 692 Tangenziale Ovest di Lucera che permette di ovviare all'attraversamento del centro abitato.
Da Lucera il percorso esce in direzione sud, incrociando la strada statale 17 dell'Appennino Abruzzese e Appulo Sannitico e proseguendo anche stavolta in maniera lineare fino alle pendici dell'abitato di Troia. La strada colma parte del dislivello, lambendo il paese sul lato est e proseguendo il proprio tragitto in direzione sud-est fino a giungere in località Giardinetto di Orsara, dove si innesta sulla strada statale 90 delle Puglie.
In seguito al decreto legislativo n. 112 del 1998, dal 2001 la gestione è passata dall'ANAS alla regione Puglia, che ha provveduto al trasferimento dell'infrastruttura al demanio della provincia di Foggia. L'attuale percorso di competenza provinciale è ridotto rispetto all'originario, per la dismissione dei tratti urbani di San Severo e Lucera, di rispettive competenze comunali, pur conservandone la numerazione.
Dal 2009 la strada è oggetto di un processo di ammodernamento e di messa in sicurezza per ovviare alle criticità, in particolare, del tratto San Severo - Lucera, oggetto di un importante flusso di traffico commerciale, che presentava una sede stradale ristretta, uno scollinamento che minava la visibilità e gli incroci a raso con le altre provinciali.
Gli interventi apportati hanno provveduto a ridisegnare la carreggiata, che risulta notevolmente allargata, e a costruire delle rotatorie in corrispondenza degli incroci. I lavori, svolti su più lotti, hanno portato a chiusure parziali dell'arteria per lunghi periodi, con conseguente dirottamento del traffico sulla rete stradale locale, del tutto inadeguata a sorreggere il traffico così atteso.